# Regione zaratina
La regione zaratina (in croato Zadarska županija) è una regione della Croazia. La Regione include gran parte della Dalmazia settentrionale e confina ad est con la Bosnia ed Erzegovina. Capoluogo della Regione è Zara.

## Popolazione
Suddivisione della popolazione secondo le nazionalità (dati secondo il censimento del 2001):
- 151.188 (93,30%) croati
- 5.716 (3,53%) serbi
- 629 (0,39%) albanesi
- 267 (0,16%) sloveni
- 266 (0,16%) bosgnacchi
- 109 (0,07%) italiani

## Geografia antropica
La Regione zaratina comprende 6 città e 28 comuni.

### Città
| Stemma | Città                        | Altitudine m s.l.m. | Superficie km² | Ab.    | Densità ab./km² | Frazioni                 |
| ------ | ---------------------------- | ------------------- | -------------- | ------ | --------------- | ------------------------ |
|        | Bencovazzo, Benkovac         | 184                 | 514,00         | 9.786  | 19,04           | 40                       |
|        | Nona, Nin                    | 1                   | 91,31          | 4.603  | 50,41           | 6                        |
|        | Obrovazzo, Obrovac           | 50                  | 352,73         | 4.323  | 12,26           | 12                       |
|        | Pago, Pag                    | 1                   | 284,18         | 5.100  | 17,95           | 11                       |
|        | Zara, Zadar                  | 1                   | 194,00         | 75.082 | 387,02          | 16 (+ 22 circoscrizioni) |
|        | Zaravecchia, Biograd na Moru | 1                   | 35,50          | 5.259  | 148,14          | 1                        |

### Comuni
| Stemma | Comune                                       | Altitudine m s.l.m. | Superficie km² | Ab.   | Densità ab./km² | Frazioni |
| ------ | -------------------------------------------- | ------------------- | -------------- | ----- | --------------- | -------- |
|        | Bibigne, Bibinje                             | 2                   | 12,89          | 3.923 | 304,34          | 1        |
|        | Brevilacqua, Privlaka                        | 4                   | 11,11          | 2.199 | 197,93          | 1        |
|        | Calle o Cale, Kali                           | 23                  | 9,40           | 1.731 | 184,15          | 31       |
|        | Colane, Kolan                                | 106                 | 28,85          | 791   | 27,42           | 3        |
|        | Cuclizza, Kukljica                           | 1                   | 6.78           | 714   | 105,30          | 1        |
|        | Gallovaz, Galovac                            | 64                  | 9,44           | 1.234 | 130,72          | 1        |
|        | Giassenizza, Jasenice                        | 129                 | 121,44         | 1.398 | 11,51           | 3        |
|        | Graciaz, Gračac                              | 557                 | 957,19         | 4.690 | 4,89            | 38       |
|        | Lissane, Lišane Ostrovičke                   | 131                 | 49,92          | 698   | 13,98           | 3        |
|        | Novegradi, Novigrad                          | 26                  | 51,31          | 2.368 | 46,15           | 1        |
|        | Oltre, Preko                                 | 457                 | 55,00          | 3.805 | 69,18           | 7        |
|        | Ortopula, Starigrad-Paklenica                | 7                   | 170,09         | 1.893 | 11,13           | 3        |
|        | Poschiane, Pakoštane                         | 355                 | 79,00          | 4.123 | 52,19           | 33       |
|        | Pasman, Pašman                               | 288                 | 48,73          | 2.082 | 42,73           | 12       |
|        | Pogliana, Povljana                           | 170                 | 38,57          | 759   | 19,69           | 22       |
|        | Polazza, Polača                              | 40                  | 28,00          | 1.468 | 52,43           | 13       |
|        | Polisseno, Poličnik                          | 60                  | 82,02          | 4.469 | 54,49           | 5        |
|        | Possedaria, Posedarje                        | 373                 | 77,21          | 3.607 | 46,72           | 8        |
|        | Puntadura, Vir                               | 1                   | 22,38          | 3.032 | 135,48          | 7        |
|        | Rasanze, Ražanac                             | 270                 | 33,58          | 3.107 | 29,81           | 4        |
|        | Sale, Sali                                   | 23                  | 14,91          | 1.698 | 113,88          | 9        |
|        | San Cassiano, Sukošan                        | 360                 | 53,16          | 4.583 | 86,21           | 10       |
|        | Santi Filippo e Giacomo, Sveti Filip i Jakov | 378                 | 47,29          | 4.608 | 97,40           | 16       |
|        | Scabergne, Škabrnja                          | 200                 | 22,93          | 1.776 | 77,45           | 24       |
|        | Stancovazzo, Stankovci                       | 341                 | 14,39          | 2.003 | 139,19          | 1        |
|        | Tuconio, Tkon                                | 306                 | 14,30          | 763   | 53,36           | 21       |
|        | Verchè, Vrsi                                 | 310                 | 37,05          | 2.053 | 55,41           | 22       |
|        | Zemonico, Zemunik Donji                      | 107                 | 28,30          | 2.060 | 72,79           | 6        |